# Tiago Teotónio Pereira
Tiago Amorim Bessa Teotónio Pereira (Lisboa, 2 de Agosto de 1989) é um actor português. Foi vencedor de um Globo de Ouro em 2015.

## Filiação
Filho de Pedro de Aragão Morais Teotónio Pereira (23 de Setembro de 1964), trineto de dois Alemães e tetraneto duma Inglesa e de sua mulher, da qual foi primeiro marido, Mafalda Gomes de Amorim Bessa (Lourenço Marques, 16 de Fevereiro de 1968), trineta de Francisco Gomes de Amorim, tetraneta dum Francês e de ascendência Inglesa.

## Formação
Em Setembro 2008 ingressou no curso de formação de actores da ACT - Escola de Actores, mas não chegou a concluir.

## Trabalhos

### Televisão
| Ano         | Projeto                                | Papel                     | Notas                 | Canal |
| ----------- | -------------------------------------- | ------------------------- | --------------------- | ----- |
| 2007        | Chiquititas                            | Dinis                     | Elenco Adicional      | SIC   |
| 2008        | Morangos com Açúcar: Férias de Verão 5 | Tiago                     | Elenco Principal      | TVI   |
| 2009        | Deixa Que Te Leve                      | Marco                     | Elenco Adicional      | TVI   |
| 2009 - 2012 | Lua Vermelha                           | Manuel                    | Elenco Principal      | SIC   |
| 2010        | Maternidade                            | Didi                      | Participação Especial | RTP1  |
| 2011 - 2013 | Os Compadres                           | Jorge (Jojó)              | Elenco Principal      | RTP1  |
| 2012        | A Casa é Minha                         | Orlando                   | Participação Especial | TVI   |
| 2012        | O Bairro                               | Rodolfo                   | Participação Especial | TVI   |
| 2013        | Destinos Cruzados                      | Luís                      | Elenco Adicional      | TVI   |
| 2013 - 2015 | I Love It                              | Duarte                    | Elenco Adicional      | TVI   |
| 2013        | Os Filhos do Rock                      | Ramon Galarza             | Participação Especial | RTP1  |
| 2014        | Bem-Vindos a Beirais                   | Vicente Bettencourt       | Participação Especial | RTP1  |
| 2014 - 2015 | Mar Salgado                            | Messias Pimenta           | Elenco Principal      | SIC   |
| 2016 - 2017 | Amor Maior                             | Ricardo Tavares Resende   | Elenco Principal      | SIC   |
| 2017 - 2018 | Paixão                                 | Luís Vaz                  | Elenco Principal      | SIC   |
| 2018 - 2019 | Dança com as Estrelas (4.ª edição)     | Ele Próprio               | Concorrente           | TVI   |
| 2019 - 2020 | Prisioneira                            | Tomé Andrade e Sousa      | Elenco Principal      | TVI   |
| 2019        | Um Desejo de Natal                     | Manuel Gomes "Mané"       | Protagonista          | SIC   |
| 2020        | Nazaré                                 | Rui Tavares               | Antagonista           | SIC   |
| 2021 - 2022 | A Serra                                | Salvador Teles de Arriaga | Elenco Principal      | SIC   |
| 2021 / 2022 | Pôr do Sol                             | Ivo                       | Elenco Principal      | RTP1  |
| 2022        | Da Mood                                | Rúben Paiva               | Protagonista          | RTP1  |
| 2023 - 2024 | Queridos Papás                         | Xavier Pimenta            | Protagonista          | TVI   |
| 2024        | Senhor Rui - Um Homem do Povo          | Jaime Almeida (jovem)     | Elenco Principal      | TVI   |
| 2024        | Congela                                | Ele Próprio               | Concorrente           | TVI   |
| 2025        | Vizinhos Para Sempre                   | Pedro                     | Protagonista          | TVI   |
| 2025        | A Protegida                            | Nuno Sombra               | Elenco Principal      | TVI   |
| 2025        | Star Park                              | Ele Próprio               | Concorrente           | TVI   |

### Cinema
- 2018, Linhas de Sangue com realização de Manuel Pureza e Sérgio Graciano
- 2018, Soldado Milhões com realização de Gonçalo Galvão Teles e Jorge Paixão da Costa
- 2018, Amor Amor com realização de Jorge Cramez
- 2013, curta metragem Onde Está a Tia? com realização de Nicolau Breyner
- 2011, As Mensagens de Diana para a Universidade Lusófona
- 2011, curta metragem Um Dia Longo com realização de Sérgio Graciano
- 2010, curta metragem 12 Horas com realização de Manuel Pureza
- 2008, António, longa-metragem O Contrato com realização de Nicolau Breyner

### Videojogos
- 2018, interpretou a voz de Peter Parker/Homem aranha em Marvel's Spiderman

## Outros
- Protagoniza a campanha da marca de telecomunicações Moche.

- Juntamente com a sua mãe, os seus irmãos mais novos Vasco e Mónica, o padrasto Nicolau Breyner e as filhas deste, protagonizou um anúncio para a ZON TV Cabo.

- O jovem actor participou no videoclip da música "Um Volto Já" de João Pedro Pais.

- No programa SMS - Ser Mais Sabedor, da RTP, representou a Escola Salesiana de Lisboa (Oficinas de S. José).

- Em 2018 e 2019, participa como concorrente na quarta edição do "Dança com as Estrelas", TVI.

## Prémios
Troféus de Televisão TV 7 Dias/Impala
| Ano  | Prémio                              | Resultado |
| ---- | ----------------------------------- | --------- |
| 2021 | Telenovelas - Melhor Ator de Elenco | Indicado  |